# 濁川 (新地町)
濁川（にごりがわ）は、福島県相馬郡新地町を流れる河川であり、二級水系濁川水系の本流である。

## 地理
新地町中部、小川地区を水源地とし、地区内を北東へ横断し釣師浜漁港の南側にて太平洋に至る。流域には農地が広がる。下流域では北側の砂子田川と近接するが、合流せず別々の水系として太平洋へ流れ出る。

### 流域の自治体
福島県
- 相馬郡
  - 新地町

## 主な支流
下流より記載

## 災害
- 2011年3月11日 - 東北地方太平洋沖地震に伴う津波により河口部周辺に壊滅的な被害をもたらした。

## 主な橋梁
下流より記載
- 釣師港橋
- 釣師橋（一級町道10号釣師埓浜公園線）
- 田中橋（二級町道4号釣師小川線）
- 新浜田橋（新地町道72号浜田田中線）
- 濁川橋（福島県道・宮城県道38号相馬亘理線）
- 下深町橋（新地町道74号（原添八幡前線）
- 長谷地橋（一級町道7号中島今泉線）
- 清水橋（二級町道4号釣師小川線）
- 富倉橋（国道6号）
- 濁川橋（新地町道50号駒ヶ嶺新池線）
- ソリ畑橋（新地町道56号貝塚ソリ畑線）
- 手長橋（新地町道57号新地高校線）
- 新地高校グランド線1号橋（新地町道178号新地高校グランド線）